# Horace Andy
Horace Andy (n. Kingston, Jamaica,19 de febrero de 1951) es un legendario cantante de las raíces del reggae, con éxitos como “Government Land”, “You Are My Angel" o "Skylarking”. Andy comenzó a grabar discos a finales de los años 60. Rastafari devoto como muchos otros cantantes del reggae, en muchas de las letras de sus canciones hablan sobre la religión y justicia social. Desde mediados los años 90 Andy encontró una nueva generación de fanes gracias a sus trabajos con Massive Attack, uno de los grupos pioneros del trip-hop.

## Discografía

### Álbumes
- Skylarking (1972) Studio One
- You Are My Angel (1973) Trojan
- Earth Must Be Hell (1974) Atra (con Winston Jarrett) alias The Kingston Rock
- Earth Must Be Hell – Dub (1974) Atra (con Winston Jarrett)
- In The Light (1977) Hungry Town
- In The Light Dub (1977) Hungry Town
- Pure Ranking (1978) Clocktower
- Bim Sherman Meets Horace Andy and U Black Inna Rub a Dub Style (1980) Yard International (con Bim Sherman y U Black)
- Natty Dread a Weh She Want (1980) New Star
- Unity Showcase (1981) Pre (con Errol Scorcher)
- Dance Hall Style (1982) Wackies alias Exclusively (1982) Solid Groove
- Showcase (1984) Vista Sounds
- Confusion (1984) Music Hawk
- Sings For You and I (1985) Striker Lee
- Clash of the Andy's (1985) Thunderbolt (con Patrick Andy)
- Elementary (1985) Rough Trade – Horace Andy & Rhythm Queen
- Reggae Superstars Meet (1986) Striker Lee (con Dennis Brown)
- From One Extreme To Another (1986) Beta (con John Holt)
- Haul & Jack Up (1987) Live & Love
- Fresh (1988) Island in the Sun
- Shame and Scandal (1988)
- Everyday People (1988) Wackies
- Rude Boy (1993) Shanachie
- Jah Shaka Meets Horace Andy (1994) Jah Shaka Music
- Dub Salute 1 Featuring Horace Andy (1994) Jah Shaka Music
- Seek and You Will Find (1995) Blackamix International
- Seek and You Will Find – The Dub Pieces (1995) Blackamix International
- Life Is For Living (1995) Ariwa
- Roots and Branches (1997) Ariwa
- See and Blind (1998) Heartbeat
- Living in the Flood (1999) Melankolic
- Mek It Bun (2002) Wrasse
- From the Roots: Horace Andy Meets Mad Professor RAS
- This World (2005) Attack
- Livin' It Up (2007) Medium (con Sly & Robbie)
- On Tour (2008) Sanctuary
- Two Phazed People (2009) dontTouch (con Alpha)
- Serious Times (2010)
- Broken Beats (2013), Echo Beach
- Live It Up (2019), Pioneer International
- Midnight Rocker (2022), On-U Sound

### Colaboraciones
- 1991: Blue Lines de Massive Attack (En One Love, Five Man Army y Hymn Of The Big Wheel)
- 1994: Protection de Massive Attack (En Spying Glass y Light My Fire)
- 1998: Mezzanine de Massive Attack (En Angel, Man Next Door y (Exchange))
- 2003: 100th Window de Massive Attack (En Everywhen y Name Taken)
- 2005: The Rough Guide to Dub
- 2010: Heligoland de Massive Attack (En Splitting the Atom y Girl I Love You)